# Пхеньянский троллейбус
Пхеньянский троллейбус (кор. 평양 트롤리버스) — троллейбусная система, действующая с 1962 года в столице КНДР Пхеньяне и его пригородах.

## История
Первая троллейбусная линия смонтирована и пущена в эксплуатацию в 1962 году ко дню рождения Ким Ир Сена. Она пролегала целиком на правом берегу реки Тэдонган от Вокзала станции Пхеньян-Главный до Выставки достижений народного хозяйства (ныне район Рёнмот). Эта линия стала первой линией троллейбусов в истории Корейского полуострова (также в КНДР пущен первый на полуострове метрополитен и трамвайная сеть из ныне действующих). В последующем перевозки троллейбусами расширялись и охватили большинство районов города. По состоянию на начало 1990-х гг. действовало 10 маршрутов.
За период эксплуатации в пассажирских перевозках использовались только троллейбусы местного северокорейского производства (за исключением переделанных в Пхеньяне в троллейбусы автобусов Ikarus и Karosa, импортировавшихся в КНДР в 1980-е годы из стран СЭВ).

## Подвижной состав
На данный момент самым распространённым двухосным троллейбусом является Chollima-321, новая разработка Пхеньянского троллейбусного завода. Ранее широко использовались троллейбусы Чхоннёнджонви, созданные на базе автобусов Karosa С 734 и Karosa B 732. Сочлёненные троллейбусы представлены в основном моделями Chollima-862 и Чхоллима-90. Первые постепенно списываются и заменяются на более новые машины, главным образом Чхоллима-091.

## Маршруты
Дейтвующие маршруты  Отменённые маршруты
| №  | Маршрут                                              | Примечание |
| -- | ---------------------------------------------------- | --- |
| 1  | Рёнмот — Вокзал «Пхеньян-Главный»                    | |
| 2  | Вокзал «Пхеньян-Западный» — Вокзал «Пхеньян-Главный» | |
| 3  | Пхеньянская ТЭЦ — Вокзал «Пхеньян-Западный»          | |
| 4  | ж.д. ст. «Сонсин» — метро «Хвангымболь»              | Закрыт в 1990—1991 гг. и заменён на всём протяжении трамвайным маршрутом № 1 |
| 4  | Сонсин — Сонгё                                       | Восстановлен в 2014 г. на левом берегу по части изначальной трассы вместо закрытого маршрута трамвая № к1. Изолирован от остальной сети |
| 5  | Восточно-Пхеньянский драмтеатр — Универмаг № 1       | В 1990-е годы конечная у театра разобрана при благоустройстве площади около монумента Трудовой партии Кореи и маршрут продлён в обе стороны до Универмага № 2 на правобережье и до бывшей конечной закрытого маршрута № 7 Мунсу на левом берегу |
| 5  | Мунсу — Универмаг № 2                                | |
| 6  | Садонг — Универмаг № 1                               | |
| 7  | Мунсу — ж.д. ст. «Тэдонган»                          | Левобережный маршрут. Закрыт в 1991—1992 гг. и заменён на всём протяжении трамвайным маршрутом № 2 |
| 8  | Моран — Палгол                                       | В 1991—1992 гг. укорочен на западе до метро «Хвангымболь» в связи с пуском маршрута трамвая № 1 , на востоке до пл. Триумфальной Арки |
| 8  | метро «Хвангымболь» — Триумфальная арка              | Связывает между собой две линии метро (станции метро «Хвангымболь» и «Кэсон»). |
| 9  | Рёнмот — Рёнсон                                      | Междугородний маршрут из Пхеньянского района Рёнмот в окраинный город Рёнсон Пхеньянской агломерации |
| 10 | Палгол — ж.д. ст. «Тэдонган»                         | Разобран в 1991 году в связи с пуском трамвайных маршрутов № 1 и 3, продублировавших большую часть трассы |
| 10 | Вокзал «Пхеньян-Главный» — Научно-технический центр  | Восстановлен по части исторической трассы в 2015 г. |
| 11 | Сопо» — Вокзал «Пхеньян-Западный»                    | Изолированный маршрут вдоль ж.д линии от района Сопо до Привокзальной пл. ж.д. ст. «Пхеньян-Западный». Пущен в начале 1990-х гг. |

## Галерея

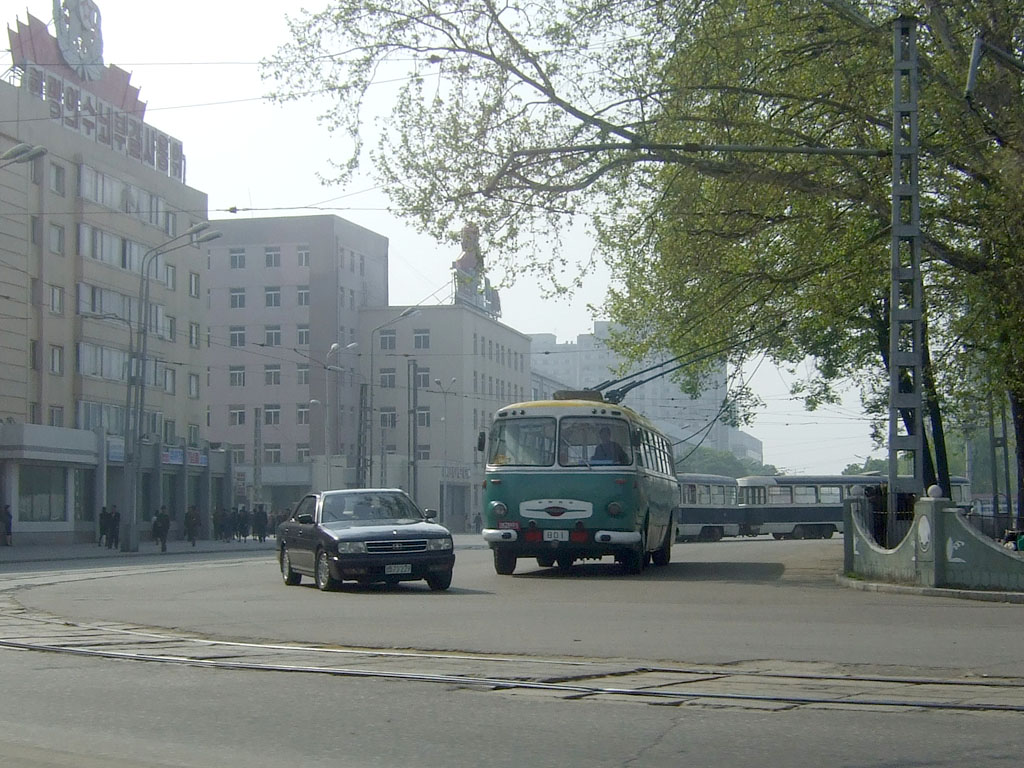
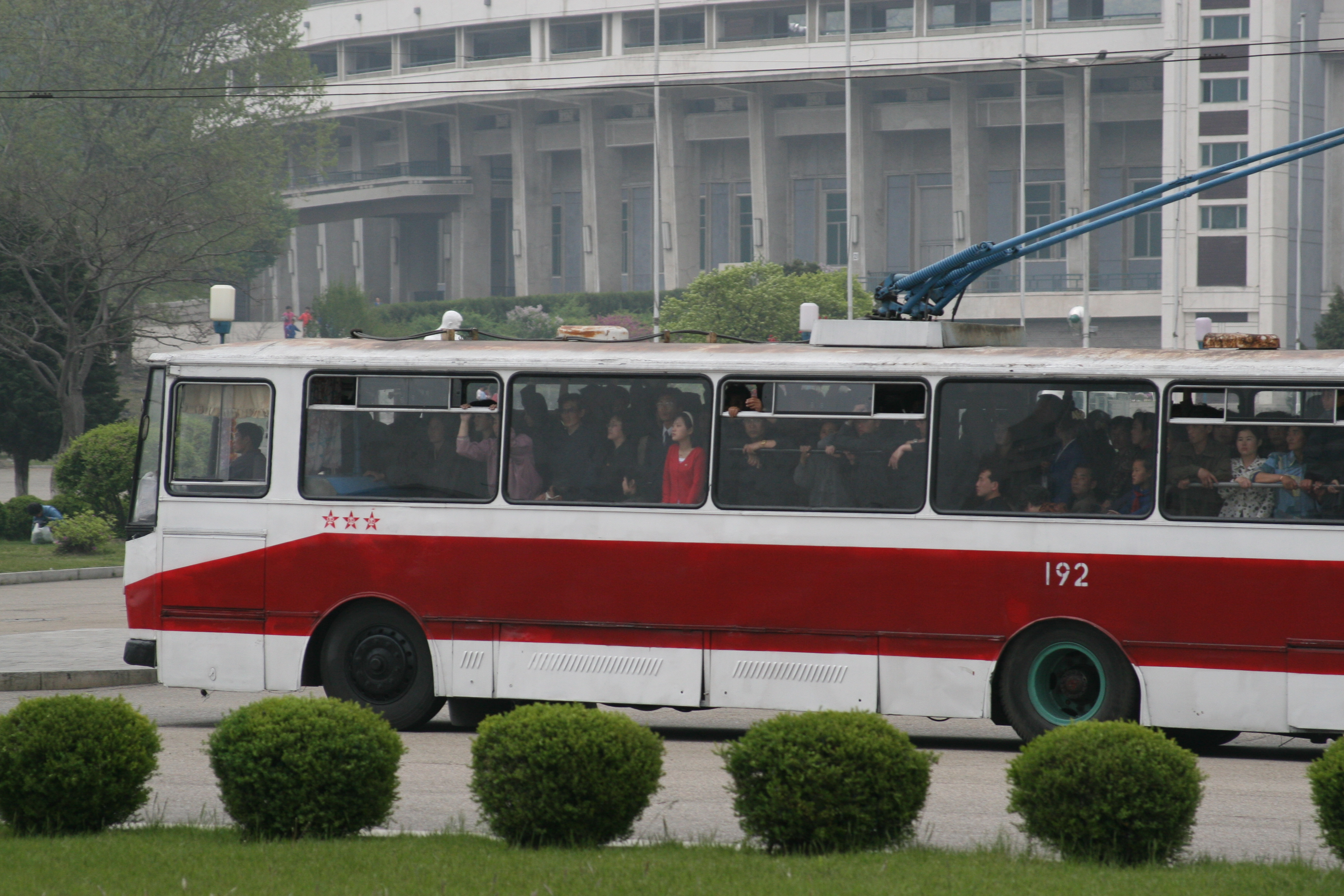
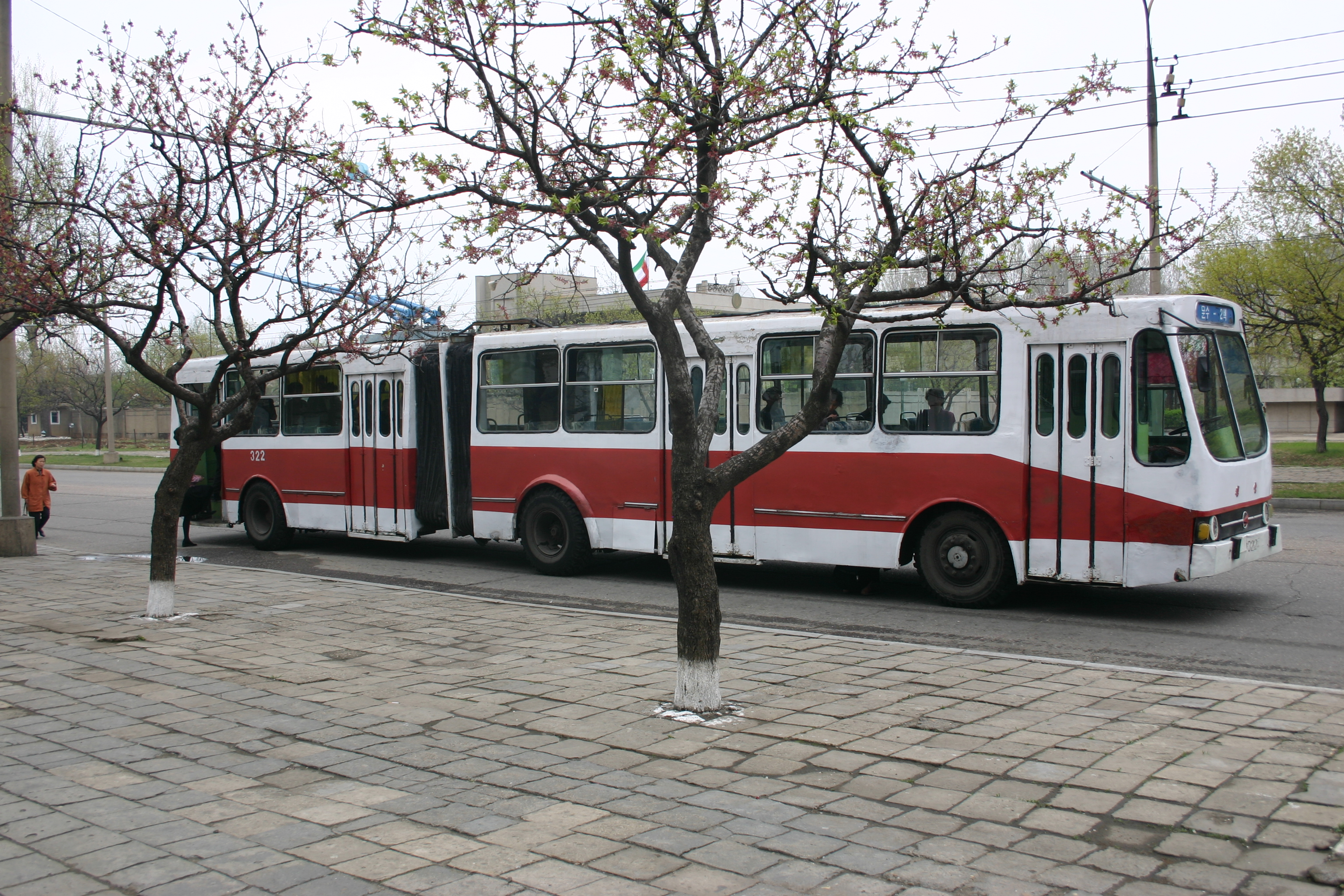
Троллейбус Чхоллима-90.
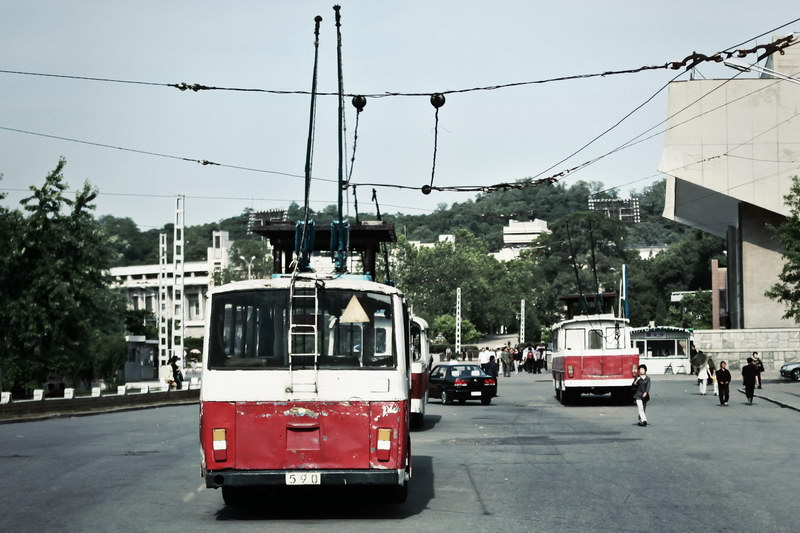
Конечная станция.